# Siegfried Heinke
Siegfried Heinke (* 21. Oktober 1910 in Sachsenburg als Siegfried Abramczyk; † 1. Juni 2005 in Hannover) war ein deutscher Jurist, Verwaltungsbeamter und Politiker (SPD). Er war von 1970 bis 1974 niedersächsischer Finanzminister.

## Leben
Siegfried Heinke wurde als Sohn eines Pfarrers geboren und hatte einen jüdischen Großvater. Nach dem Abitur studierte er Rechts- und Wirtschaftswissenschaften an der Handelshochschule Berlin und im Dezember 1936 wurde er an der Friedrich-Wilhelms-Universität zum Dr. jur. promoviert (Dissertation: Die Polizeiverordnung und ihre Anwendung im Einzelfall nach dem preußischen Polizeiverwaltungsgesetz vom 1. Juni 1931). Während seines Studiums hatte er eine Karriere im Verwaltungsdienst geplant, aber nach der Machtübernahme der Nationalsozialisten wurde er wegen seiner jüdischen Herkunft verfolgt und aufgrund des Gesetzes zur Wiederherstellung des Berufsbeamtentums nicht zum Staatsdienst zugelassen. Daraufhin arbeitete er in der Holzindustrie, ehe er 1939 zur Wehrmacht eingezogen wurde.
Nach dem Zweiten Weltkrieg schlug Heinke dann eine Beamtenlaufbahn ein und arbeitete im Anschluss in der Finanzverwaltung. Er war von 1946 bis 1949 Kreiskämmerer in Flensburg, von 1949 bis 1952 Kreiskämmerer in Pinneberg, von 1952 bis 1955 Stadtkämmerer in Remscheid und seit 1955 Stadtkämmerer in Hannover. Neben seinem Beruf engagierte er sich politisch und trat 1956 in die SPD ein. Von 1962 bis 1970 amtierte er als Staatssekretär im Niedersächsischen Finanzministerium.
Nach der Bildung einer SPD-Alleinregierung wurde Heinke am 8. Juli 1970 als Finanzminister in die von Ministerpräsident Alfred Kubel geführte Regierung des Landes Niedersachsen berufen. Während seiner Amtszeit war er gleichzeitig Mitglied in verschiedenen Aufsichtsräten, unter anderem des Aufsichtsrates der Volkswagen AG. Im Anschluss an die Bildung einer Sozialliberalen Koalition schied er am 10. Juli 1974 aus dem Amt und wurde als Minister von Helmut Kasimier abgelöst.
Heinke betätigte sich danach ehrenamtlich für das Deutsche Rote Kreuz (DRK). Von 1975 bis 1986 war er Präsident des DRK-Landesverbandes Niedersachsen und von 1979 bis 1988 Bundesschatzmeister im Präsidium des DRK-Bundesverbandes, dem er seit 1976 angehörte. Zudem war er Mitglied der Landessynode der Evangelisch-lutherischen Landeskirche Hannovers und Vorsitzender des Konvents der Evangelischen Akademie Loccum.
Neben seiner ehrenamtlichen Tätigkeit hielt er als Honorarprofessor bis Januar 1988 Vorlesungen in Finanzwissenschaft, Kommunalrecht und Haushaltsrecht an der Technischen Hochschule Hannover und an der Leibniz-Akademie Hannover.
Des Weiteren war er ein versierter Hausmusiker (Geige) und trat als Komponist hervor. Bekanntheit erlangten vor allem seine Kinderlieder, die bei Bote & Bock erschienen sind.
Siegfried Heinke war von 1939 bis zu deren Tod im Jahr 2001 mit der Musikpädagogin Eva Heinke, geb. Wienbeck verheiratet. Der Ehe sind zwei Kinder geboren worden: Claus-Ulrich Heinke und Johanna Paulmann-Heinke.

## Ehrungen
- 1977: Großes Verdienstkreuz des Niedersächsischen Verdienstordens
- 1978: Ehrenzeichen des Deutschen Roten Kreuzes
- Ehrenbürger der Gemeinde Sachsenburg